# 딘 마틴
딘 마틴(Dean Martin, 본명 Dino Paul Crocetti, 1917년 6월 7일 ~ 1995년 12월 25일)은 미국의 연극배우, 희극배우, 성우, 영화배우, 가수, 작사가, 뮤지컬 배우, 뮤지컬 연출가, 방송MC, 사회운동가이며 예비역 미국 육군 하사이다.
그는 젊은 시절에 평소 존경하던 이탈리아의 테너 성악가 겸 뮤지컬 배우였던 니노 마르티니(Nino Martini)의 이름에서 힌트를 얻어 딘 마틴(Dean Martin)이라는 예명을 사용하였고 나중에는 이 이름으로 개명하였다.

## 생애

### 일생
출생지는 미국 오하이오주 스튜번빌이며 이탈리아인 아버지와 이탈리아계 미국인 어머니 사이에서 2남 중 막내로 출생하였다. 고등학교를 중퇴한 후 15세 때였던 1932년 복싱 선수로 첫 입문하였고 1939년에 복싱 선수 분야에서 은퇴하였다. 이듬해 1940년 연극배우로 데뷔하였고 이후 희극배우로도 활약하였으며 1944년부터 1946년까지는 미국 육군에 하사 계급으로 복무하여 제2차 세계 대전에도 참전하였다. 1946년에는 제리 루이스와 함께 코미디언 콤비를 이루어 희극배우로 활약하였으며 이듬해 1947년 가수로 데뷔하였고 1년 후 1948년에는 라디오 코미디 프로그램에서 성우로도 활약하였다. 이듬해 1949년 미국 영화 《My friend Irma》의 주연으로 영화배우로 데뷔하였으며 1952년에는 뮤지컬 배우로 데뷔하였고 1965년 뮤지컬 연출가로 데뷔하였으며 텔레비전 진행자로도 활약하였다.

### 활약과 명성
제리 루이스와 함께 코미디 연극배우 겸 뮤지컬 배우 콤비로 활약한 그는 미국 여성 가수 겸 작사가 아일린 바턴· 미국 남성 싱어송라이터 겸 영화배우 프랭크 시나트라· 이탈리아 테너 성악가 겸 뮤지컬 배우 니노 마르티니· 미국 가수 겸 영화배우 로즈마리 클루니· 쿠바 태생의 미국 피아노 연주자 페레스 프라도와 음악적 교류를 하기도 하였고 후배 음악가 빌리 하인시 등의 존경을 받았다.

### 사망
1995년 12월 25일 크리스마스에 미국 캘리포니아주 베벌리힐스에서 향년 78세로 별세하였다.

## 유명세
그는 인종 차별 철폐 운동가로서도 명성이 높았던 할리우드 희극영화배우 겸 가수이자 브로드웨이 뮤지컬 배우였다. 또한 그는 보통 대한민국 국내에서는 《[[:en:Memories Are Made of This|기억은 이것으로 만들어졌어요》라는 노래의 오리지널 원곡 가수로도 널리 알려져 있으며 미국 여성 가수 아일린 바턴(Eileen Barton)이 오리지널 원곡으로 부른 《Sway》라는 영어 노래를 리메이크하여 히트한 가수로도 잘 알려져 있다.

## 출연작

### 영화
- 살인자의 행렬